# Сент-Аньян-де-Версийя
Сент-Анья́н-де-Версийя́ (фр. Saint-Agnant-de-Versillat) — коммуна во Франции, находится в регионе Лимузен. Департамент коммуны — Крёз. Входит в состав кантона Ла-Сутеррен. Округ коммуны — Гере.
Код INSEE коммуны — 23177.

## Население
Население коммуны на 2010 год составляло 1139 человек.
| 1962 | 1968 | 1975 | 1982 | 1990 | 1999 | 2010 |
| ---- | ---- | ---- | ---- | ---- | ---- | ---- |
| 1333 | 1253 | 1168 | 1067 | 1115 | 1101 | 1139 |

## Экономика
В 2010 году среди 677 человек трудоспособного возраста (15—64 лет) 506 были экономически активными, 171 — неактивными (показатель активности — 74,7 %, в 1999 году было 70,9 %). Из 506 активных жителей работали 469 человек (273 мужчины и 196 женщин), безработных было 37 (13 мужчин и 24 женщины). Среди 171 неактивных 41 человек были учениками или студентами, 78 — пенсионерами, 52 были неактивными по другим причинам.